# Savy British Cemetery
Savy British Cemetery is een Britse militaire begraafplaats met gesneuvelden uit de Eerste Wereldoorlog, gelegen in de Franse gemeente Savy (departement Aisne). De begraafplaats werd ontworpen door Charles Holden en ligt aan de Rue des Écoles op een kleine 500 m ten zuidwesten van het dorpscentrum (Église Saint-Martin). Ze heeft een langwerpig rechthoekig grondplan met een oppervlakte van 2.555 m² en wordt omsloten door een lage natuurstenen muur. Aan de straatzijde zijn er twee open toegangen waarlangs men via een 14-tal traptreden het terrein kan betreden. Tussen deze ingangen staat de Stone of Remembrance geflankeerd door twee schuilgebouwtjes voorzien van een boogvormige opening en afgedekt door een zadeldak. In een van deze gebouwtjes bevindt zich het registerboek. Aan het einde van de begraafplaats staat het Cross of Sacrifice.
Er worden 868 doden herdacht waaronder 438 niet geïdentificeerde.
De begraafplaats wordt onderhouden door de Commonwealth War Graves Commission.

## Geschiedenis
Savy werd begin april 1917 na een harde strijd door de 32nd Division ingenomen. Op 21 maart 1918 werden Savy en Roupy verdedigd door de 30th Division maar men moest zich tegen de avond terugtrekken. Het dorp en het nabijgelegen bos werden op 17 september 1918 door de Franse 34e division d'infanterie, die aan de rechterflank van het Britse  Corps vocht, heroverd.
De begraafplaats werd na de oorlog in 1919 aangelegd om de gesneuvelden vanuit de omliggende slagvelden en van de volgende kleine begraafplaatsen in de buurt te begraven: Dallon German Cemetery, Inniskillings Cemetery, Lancashire Cemetery en St. Quentin-Roupy Road German Cemetery in Dallon, Savy Communal Cemetery Extension, Savy Military Cemetery en Savy Wood North Cemetery in Savy.
Onder de geïdentificeerde doden zijn er 429 Britten en 1 Duitser. Voor 68 Britten werd een Duhallow Block opgericht omdat zij oorspronkelijk in de Duitse begraafplaats aan de weg naar Roupy waren begraven, maar hun graven werden door artillerievuur vernietigd en niet meer teruggevonden. Het waren hoofdzakelijk manschappen van de 19th King's Liverpools en de 17th Manchesters.

## Onderscheiden militairen
- Alexander Fraser Campbell MacLachlan, luitenant-kolonel bij het King's Royal Rifle Corps werd onderscheiden met het lidmaatschap van de Order of Saint Michael and Saint George en tweemaal met de Distinguished Service Order (CMG, DSO and Bar).
- Harry V. Taylor, kapitein bij het Manchester Regiment, G.S. Sutton, kapitein bij de The King's (Liverpool Regiment), J.H.E. Rickerby, kapitein bij het Gloucestershire Regiment, E.J. Brooman, luitenant bij de Lancashire Fusiliers en Randolph R. Nicholson, onderluitenant bij het East Yorkshire Regiment werden onderscheiden met het Military Cross (MC).
- B. Bowring, sergeant-majoor bij de Royal Field Artillery werd onderscheiden met de Distinguished Conduct Medal (DCM).
- de compagnie sergeant-majoors H. Brindley en E. Kent, de sergeanten William Druggitt en H. Martin, de korporaals H.J. Castle en Ian McLaren Campbell en de soldaten Archibald E. Harvey en J.C. Rigby werden onderscheiden met de Military Medal (MM).